# 나카토미노 카마타리
나카토미노 카마타리(일본어: 中臣 鎌足, 614년 ~ 669)는 아스카 시대(飛鳥時代)의 중신이자 후지와라씨(藤原氏) 선조다. 후지와라씨를 하사받은 뒤의 이름인 후지와라노 카마타리(일본어: 藤原 鎌足)로도 잘 알려져 있다.  어릴 때는 나카토미노 가마코(中臣 鎌子)라고 불렸으나 성인 이후 나카토미노 카마타리(中臣 鎌足)로 불렸다. 죽기 1년 전 덴지 천황(天智天皇)에게서 대직관(大織冠) 관위와 함께 후지와라노 아손(藤原朝臣)이라는 호칭을 하사받은 후에는 「후지와라 씨의 시조」로서 후지와라노 카마타리(藤原 鎌足)로 불렸다. 자는 주로(仲郞)이다. 다이카 개신을 일으킨 것으로 유명하다.
나카노오에노 미코(中大兄皇子)를 도와 한반도의 지원을 받던 소가 씨(蘇我氏) 타도에 앞장서 다이카 개신(大化改新) 이후 나카노오에의 정치적 동지이자 최측근이였다.
나라 시대(奈良時代)인 덴표호지(天平寶字) 4년(760년)에 성립했다는 후지와라 씨 전승인 《도지 가전(藤氏家傳)》에는 「생김새가 걸출하고 우아하였으며 풍채가 특히 뛰어났다(偉雅, 風姿特秀)」라고 기술되어 있다.

## 약력
원래는 나카토미 우지(中臣氏) 출신으로 선조는 아마노 코야네노 미코토(天兒屋命)인 것을 보아 옛부터 오오카미(천황)의 친척 출신인 것을 알 수 있다. 아버지 나카토미노 미카코(中臣御食子)는 쇼토쿠칸(小德冠)의 직책을 가지고 스이코 천황(推古天皇)이 죽은 이후, 당시 한반도의 지원을 받으며 정권을 휘어 잡던 소가노 에미시(蘇我蝦夷)와 아베노 우치마로(阿倍内麻呂)와 함께 차기 천황으로서 다무라노 미코(田村皇子)을 추대하였고 생전에 신지백(神祇伯)이라는 제관 관직을 맡고 있었던 것으로 보인다.
나카토미(中臣)들은 옛부터 나라의 제사를 지내는 제관을 담당하는 직책을 맡았다. 나카토미(中臣)들은 한반도에서 불교가 도래하기 이전 일본 토착 종교의 제관을 맡았던 사람들이기 때문에 소가씨(蘇我)가 한반도에서 불교를 가져올 때 일본 토착 종교를 지키기 위해 불교를 매우 배척하였으며 모노노베씨와 함께 불교를 "번신(蕃神, 이국의 신)이라고 불렀다. 하지만 한반도의 지원을 받은 소가씨(蘇我)에 의해 일본 토착 종교파였던 모노노베씨가 몰락하고 불교가 신봉되자 모노노베씨와 같은 일본 토착 종교파의 제관이였던 나카토미(中臣)는 소가씨(蘇我)를 미워하게 되었다. 하지만 당시 정권은 소가씨(蘇我)가 장악하고 있었기 때문에 나카토미(中臣)들은 전혀 반기를 들 수 없었다.
나카토미 카마타리가 히타치국(常陸國) 출신인 점을 감안하면 나카토미 카마타리는 가시마 신궁(鹿島神宮)의 신관(神官)으로서 동쪽으로 부임해 있었을 가능성이 보인다.
《도지 가전》에는 카마타리는 야마토국(大和國) 다케치노고오리(高市郡)의 후지와라(藤原)에서 태어났으며 후지와라라는 성씨도 그가 태어난 곳의 이름을 따온 것이라고 했는데, 헤이안 시대(平安時代) 후기에 성립된 《오오카가미(大鏡)》에는 오오하라(大原) 또는 히타치의 가시마(鹿島)라는 설도 전하고 있다.
나카토미 카마타리(中臣 鎌足)는 한반도 국가들의 지원을 받으며 일본 정권을 쥐고 펴는 소가씨(蘇我)를 타도할 방법은 찾고 있을 시기 당시 수나라에 유학을 다녀온 미나부치노 쇼안(南淵請安)과 알게 되었고 한반도와 소가씨(蘇我)에 대한 증오의 반발로 나카토미 카마타리(中臣 鎌足)는 수나라에서 가져온 《육도(六稻)》를 암기하고 다녔다고 알려져 있으나 기록이 확실치 않으며 육도가 일본에 전해진 시기와 일치하지 않아 후세에 기록된 허구로 보인다. 당시 견수사였던 미나부치노 쇼안(南淵請安)에게 유학을 배우면서 수나라의 왜곡된 사상을 배운 나카토미 카마타리(中臣 鎌足)는 이때부터 당시 수나라와 대등한 위치에 있던 한반도의 삼한을 '번국'으로 잘못 알게 되었고 소가씨(蘇我)는 '번국'의 지원을 받는 자로 인식하게 되었다. 고교쿠(皇極) 3년(644년)에 나카토미 집안의 가업이었던 신지백(제관)을 맡으라는 요구를 사양하고(《일본서기》) 셋쓰국(攝津國)의 미시마(三島)에 있던 별저로 내려갔다.
당시 소가씨(蘇我)는 세력이 막강하여 소가씨(蘇我)는 소가씨(蘇我)의 피를 이어받은 후루히토노오에노미코토 (古人大兄皇子)를 오오키미(천황)으로 만들려고 했다. 몰래 소가씨(蘇我) 타도할 뜻을 품고 추대할 황자를 찾던 중, 처음에는 가루노 미코(經皇子, 훗날의 고토쿠 천황)에게 접근했다가 실패하였고 다시 가루노 미코(經皇子의 아들, 나카노오오에노미코(中大兄皇子)에게 접근해 그의 측근이 되었다. 《일본서기》 고교쿠 3년조에는 나카토미 카마타리와 나카노오오에노미코(中大兄皇子)의 만남을 다음과 같이 적고 있다. 나라의 호코지(法興寺)의 뜰에서 여러 왕자들이 모여 축국을 하고 있는데(여기에는 나카노오오에노미코(中大兄皇子)도 포함되어 있었다) 공을 차던 나카노오오에노미코(中大兄皇子)가 신고 있던 가죽 신발이 그만 벗겨져 멀리 날아가 떨어졌다. 그것을 보고 있던 카마타리가 나카노오오에노미코(中大兄皇子)의 가죽신을 주워 나카나카노오오에노미코(中大兄皇子) 앞으로 나아가 공손하게 무릎을 꿇고 그것을 바쳤으며, 이후 두 사람은 「서로 친하게 되어 흉중에 숨기는 것이 없었다」고 할 정도로 막역한 사이가 되었다는 것이다. 이밖에도 소가씨의 종가와 서가의 대립을 틈타, 소가씨의 서가 사람인 소가노 쿠라야마다노 이시카와마로(倉山田石川麻呂)를 아군으로 끌어들이기도 했다.
645년에 나카노오오에노미코(中大兄皇子)와 소가노 쿠라야마다노 이시카와마로 등과 협력해 아스카(飛鳥)의 이타부키노미야(板蓋宮)의 태극전(太極殿)에서 당시 삼한의 사신을 접대하고 있던 소가노 이루카(蘇我入鹿)를 살해하고 이루카의 아버지 에미시를 자살하게 하였다(을사의 변). 이후 소가씨(蘇我)가 오오키미(천황)으로 만들려던 후루히토노오에노미코토 (古人大兄皇子)를 후보에서 끌어내리고 나카노오오에노미코(中大兄皇子)의 아버지 가루노 미코(經皇子)를 오오키미(천황)으로 옹립하였다. 그 공적으로 카마타리는 우치노오미(內臣)에 임명되었고, 소가노 쿠라야마다노 이시카와마로(倉山田石川麻呂)의 지원을 받아 군사지휘권을 쥐게 되었다(우치노오미란 총신이나 참모를 의미하는 정식 관직은 아니다).
그 뒤 다이카 개신을 추진하는 나카노오오에노미코(中大兄皇子) 측근으로서 보수파 좌대신(左大臣) 아베노 쿠라다마로(阿部倉梯麻呂), 우대신(右大臣) 소가노 구라야마다노 이시카와마로와 대립했다. 나카노오오에노미코(中大兄皇子)가 덴지천황이 되어 다이카라는 일본 연호를 발표하였다. 다이카(大和) 3년(647년)의 새로 정해진 관위제도에서는 카마타리에게 다이킨칸(大錦冠)이 수여되었다. 2년 뒤인 다이카 5년(649년)에 스가노 쿠라다마로와 이시카와마로가 각각 죽고 실각한 뒤 세력을 넓혀, 하쿠치(白稚) 5년(654년)경에는 다이시칸(大紫冠)으로 승격했다.
덴지 7년(668년) 9월 26일, 당시 왜에 와 있던 신라의 사신 급찬(級湌) 김동엄(金東嚴) 등을 통해 신라의 대각간(大角干) 김유신(金庾信)에게 배 한 척을 선물하고, 사흘 뒤에는 문무왕(文武王)에게도 수어조선(輸御調船) 한 척을 선물하였다.
그 뒤 덴지 8년(669년) 죽음 직전에 문병하러 찾아온 덴지 천황(나카노오오에노미코)에게 「살아서 군국에 보탬된 것이 없었다」, 즉 「나는 군략으로 공헌하지 못했다」며 한탄하였다. 덴지 천황으로부터 다이지쿠칸(大職冠)을 하사받고 우치노오오오미(內大臣) 임명과 함께 「후지와라」라는 성을 받았다.
카마타리의 실적은 뚜렷하지 않다. 《도시 가전》에는 오미령(近江令)의 편찬을 명받았다고 하지만 이를 의문시하는 연구자도 많다.

## 와카
일본의 《만요슈(万葉集)》에는 카마타리가 지은 와카가 두 수 수록되어 있으며, 나라 시대(奈良時代)의 후지와라노 하마나리(藤原浜成)가 지은 일본 최고(最古)의 와카 평론서 《가쿄효시키(歌経標式)》에도 한 수가 실려 있다. 《만요슈》에 실린 와카는 카마타리 자신의 정실 가가미노 오키미(鏡王女)에게 보낸 것, 그리고 우네메(采女) 야스히코(安見児)를 얻은 것을 기뻐하는 노래한 것이다.
"나는 야스히코를 얻었도다 모두가 손에 넣지 못하리라 하던 저 야스히코를 얻었도다(われはもや安見児得たり皆人の得難にすとふ安見児得たり)"
우네메(采女)란 야마토 각지의 호족들이 여관(女官)으로서 천황(天皇)에게 바친 여자로 알려져 있다. 천황의 아내가 될 자격을 지녔으며 신하의 신분으로 우네메를 부인으로 하는 것은 목숨을 건 금기 행위였는데, 카마타리의 경우는 당시 정권을 휘어잡던 소가씨를 기적적으로 살해하고 나카노오오에노미코를 덴지천황으로 옹립하였기 때문에 덴지 천황으로부터 특별히 우네메를 하사받은 듯 하다. 노래에는 천황이 자신에게만 내린 특별한 허가에 대한 명예를 알리는 것이다.

## 묘소 · 제사

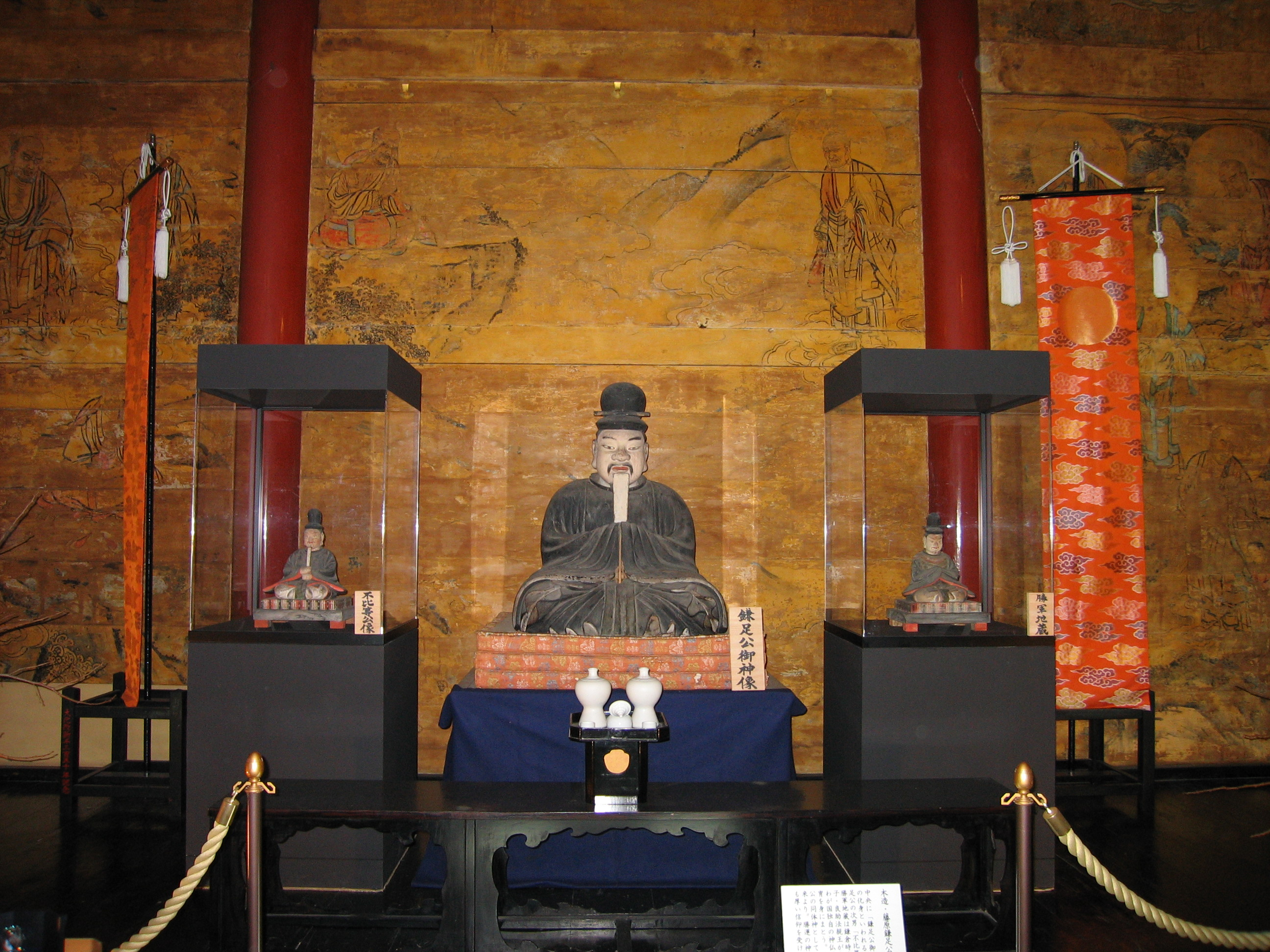
단잔 신사에 모셔진 나카토미노 카마타리의 상

사후 카마타리는 지금의 일본 나라현(奈良県) 사쿠라이시(桜井市)의 도우노미네(多武峯)의 단잔 신사(談山神社)에 모셔졌다. 또한 오사카부(大阪府) 시조나와테시(四條畷市)의 시노부가오카 신사(忍陵神社)의 제신(祭神)이기도 하다.
《다무봉연기회권(多武峯縁起絵巻)》이라는 문헌에 따르면 카마타리가 처음 태어났을 때 어디선가 낫을 입에 문 흰 여우가 나타나 막 태어난 카마타리의 발 밑에 놓아두었으므로 아이의 이름을 「가마코(鎌子)」라고 짓게 되었다고 전하고 있다. 이 일화와 관련해 현재 단잔 신사에서는 낫을 입에 문 흰 여우의 그림이 그려진 부적을 판매하고 있다.
카마타리의 무덤은 확실하지 않은데, 《일본삼대실록(日本三代実録)》 덴난(天安) 2년(858년)조에는 「도노 봉우리의 무덤을 카마타리의 무덤으로서 십릉사묘(十陵四墓)의 반열에 넣는다」는 기술이 있는데, 헤이안 시대(平安時代) 중반에 성립된 것으로 보이는 《다무봉략기(多武峯略記)》 등에는 「처음에는 셋쓰 국의 아이(安威, 지금의 오사카 부 이바라키시茨木市 대직관 신사大織冠神社)에 묻었는데, 나중에 야마토 국의 도노 봉우리로 이장되었다」는 기술이 있다. 또한 1934년(쇼와 9년)에 오사카 부 이바라키 시의 오지아이(大字安威)의 아무야마 고분(阿武山古墳) 발굴 중에 확인된 인골이 후지와라노 카마타리의 것이라는 설도 있다.
한편으로 《도지 가전》의 기술에 따라 지금의 일본 교토시(京都市) 야마시나구(山科区)의 어딘가에 카마타리의 무덤이 있다는 설도 존재한다. 그 설에 따르면 야마나시의 「오오쓰카(大塚)」라는 지명이 붙은 땅은 희미하게 솟아오른 지형으로서 그곳이 자연 언덕이 아닌 인공의 봉분, 즉 카마타리의 무덤이 소재해 있다고 추측할 수 있다는 것이다.

## 계보
아버지는 나카토미노 미케코, 어머니는 오토모노 지센노 이라쓰코로서 두 사람의 장남으로 알려져 있지만, 카마타리의 자를 「둘째 아들」이라는 뜻의 「주로(仲郞)」라고 한 데서 사료에 이름이 빠진 형이 한 명 있었을 가능성도 지적된다.
- 본처 : 가가미노 오키미(鏡王女, ? ~ 683년) - 처음에는 나카노오에노 미코의 비(妃)였다.
- 아내 : 요시코노 이라쓰메(車持与志古娘)
  - 장남 : 조에(定惠, 644년~665년) - 승려로서 출가. 속명(俗名)은 나카토미노 마히토(中臣眞人).
  - 차남：후히토(不比等, 659년~720년) - 《손피빈먀쿠(尊卑分脈)》에는 요시코노 이라쓰메, 《고후쿠지 연기(興福寺縁起)》에는 가가미노 오키미 소생으로 되어 있다.
- 생모가 확실하지 않은 딸(장유의 순서조차 확실하지 않다)
  - 딸: 히카미노 이라쓰메(氷上娘, ?~682년) - 《일본서기》 덴무키(天武紀)에 의해 다른 자매인 이오에노 이라쓰메(五百重娘)보다는 언니임이 밝혀져 있다. 덴무 천황(天武天皇)의 부인으로 다지마노 히메미코(但馬皇女)를 낳음
  - 딸: 이오에노 이라쓰메 - 덴무 천황의 부인으로 황자 니이타베 친왕(新田部親王)의 어머니이며, 후에 후히토의 아내가 되어 후지와라노 마로(藤原麻呂)를 낳음
  - 딸: 미미모토지(耳面刀自) - 고분 천황(弘文天皇)의 부인으로 이치시히메노 오키미(壹志姫王)를 낳음
  - 딸: 도메노 이라쓰메(斗売娘) - 나카토미노 오미마로(中臣意美麻呂)의 부인으로 나카토미노 아즈마히토(中臣東人)를 낳음

## 후지와라 카마타리가 등장하는 작품
드라마 (일본)
* NHK 고대사 드라마 스페셜 2부작 『다이카 개신(大化改新)』(2005년, 배우: 오카다 준이치, 아역: 나카무라 요스케)
책(일본)
- 구로스 기이치로 작품인 『패왕 후히토』에선 백제계 출신 여기미라는 이름의 간자로 나카토미 미케코의 양자로 들어가서 후의 카마타리가 된다고 설정이 되어있다. 허나 갑작스러운 의문사로 죽게되고 박장령을 시행한 인물로 나온다.
- 『백제화원』이라는 소설에선 나카토미 카마타리로 나오나 "패왕 후히토" 와 달리 평범하게 (후의 덴지천황)의 선생으로 나온다.

드라마 (한국)
* 『삼국기』(KBS, 1992년~1993년, 배우:안승훈) - 카마타리를 백제의 대신(大臣)인 「강달」이 일본에 건너간 것으로 묘사하였다.
* 『대왕의 꿈』(KBS, 2012년~2013년, 배우:노승진) - 「대화왜국(大和倭國)」의 주요 출연진 중 한 명으로서 『삼국기』에서와 같이 「백제인」으로 등장하고 있다.